# Pteroplatinos
Pteroplatinos (Pteroplatini) é uma tribo de coleópteros da subfamília Cerambycinae.

## Sistemática
- Ordem Coleoptera
  - Subordem Polyphaga
    - Infraordem Cucujiformia
      - Superfamília Chrysomeloidea
        - Família Cerambycidae
          - Subfamília Cerambycinae
            - Tribo Pteroplatini (Thomson, 1860)
              - Gênero Aphylax (Lacordaire, 1869)
              - Gênero Corynellus (Bates, 1885)
              - Gênero Cosmoplatus (Aurivillius, 1891)
              - Gênero Deltosoma (Thomson, 1864)
              - Gênero Diastellopterus (Thomson, 1858)
              - Gênero Nubosoplatus (Swift, 2008)
              - Gênero Pseuderos (Lameere, 1893)
              - Gênero Pteroplatus (Buquet, 1840)
              - Gênero Thelgetra (Thomson, 1864)